# Nienhagen (Basse-Saxe)
Pour les articles homonymes, voir Nienhagen.
Nienhagen est une commune du Samtgemeinde Wathlingen au sein de l'arrondissement de Celle (Land de Basse-Saxe).

## Géographie
La commune comprend les quartiers de Papenhorst et Nienhorst.
La commune est traversée par le Burgdorfer Aue (de).

## Histoire
La première mention de Nienhagen date de 1227 quand la duchesse Agnès de Landsberg (de) fait don d'un terrain marécageux au sud de Wienhausen aux sœurs cisterciennes qui construisirent un premier bâtiment avant de s'en aller de ce lieu insalubre pour construire l'abbaye en 1231. Après leur déménagement, la duchesse consentit à laisser ce lieu à des colons qui fondent le village de Nienhagen.

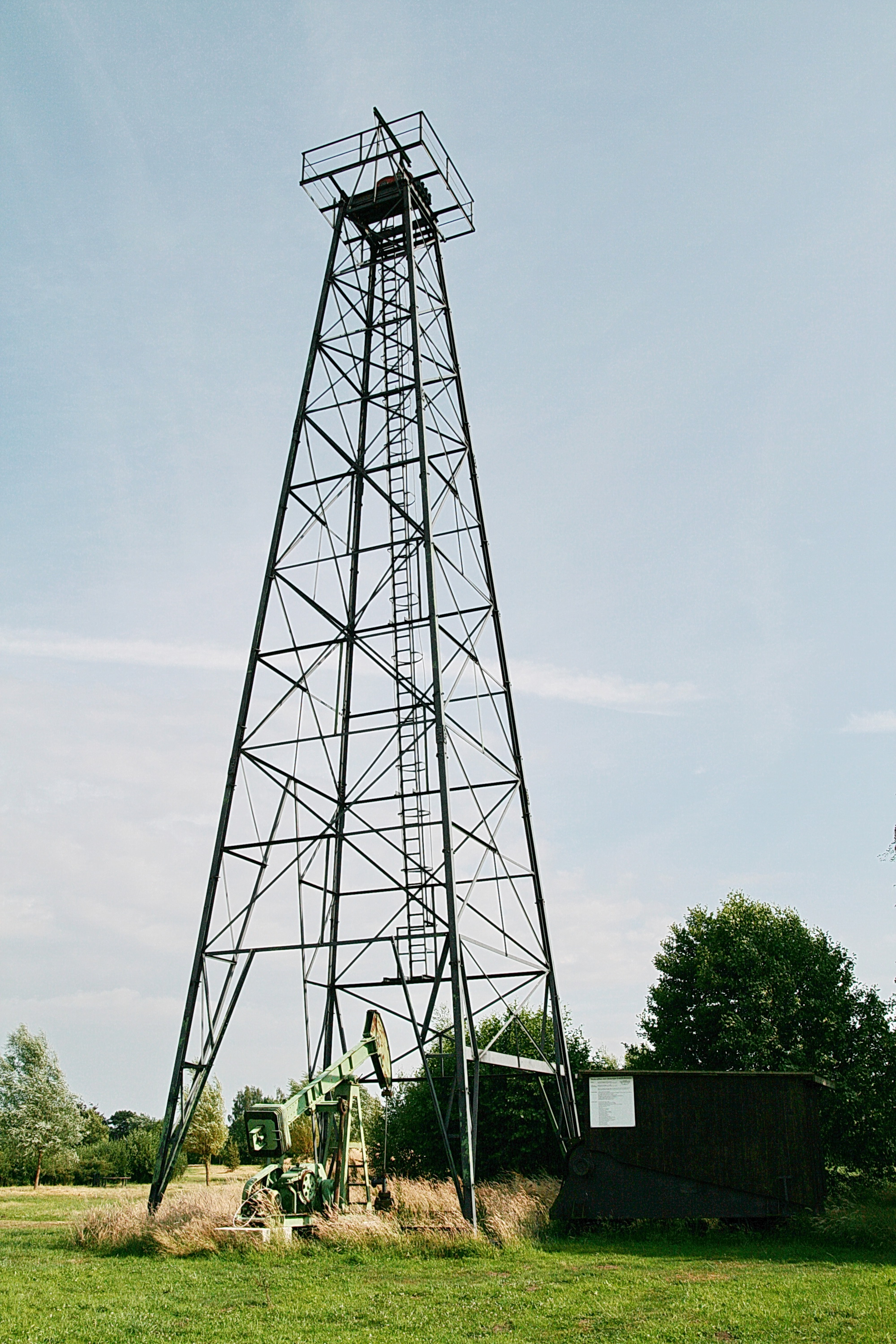
Tour d'exploration dans le parc

En 1889, on découvre du pétrole comme à Wietze. En 1931, la société Wintershall ouvre un champ pétrolifère. Dès la première année, 2324 t de pétrole sont extraites. Elle lui assure dès lors une certaine prospérité. Le 29 septembre 1934 se produit un incendie qui est alors le plus grand incendie en Allemagne impliquant du pétrole, on dit que certaines flammes ont dépassé les 50 mètres. Un service de pompiers volontaires avait été fondé en 1933.

### Blason
Sur un fond vert, un casque en or et au-dessus un bâton rouge d'hachmeister en forme de queue de poisson sur fond doré.

## Monuments et religion

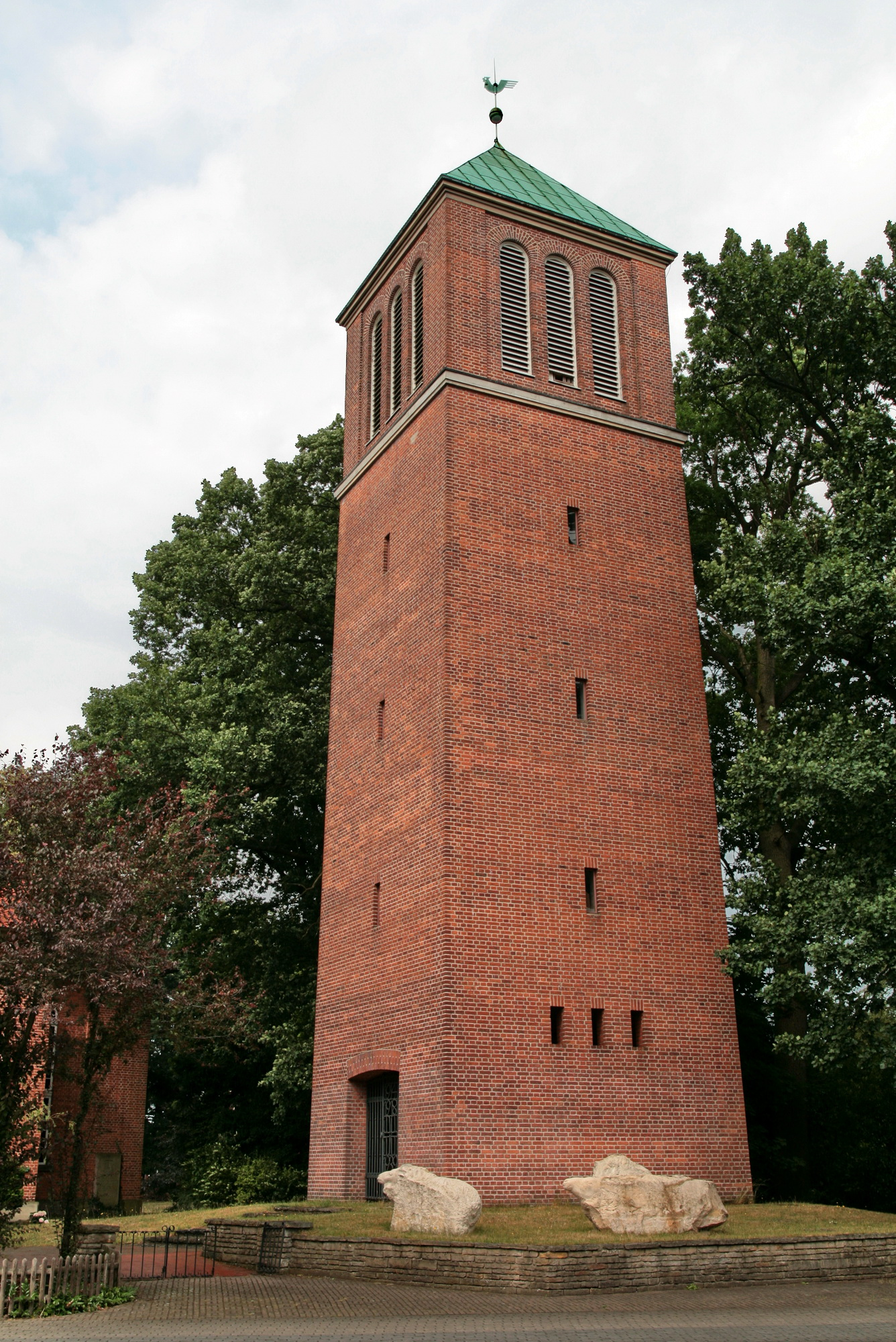
Clocher de l'église Saint-Laurent

Un musée local dans l'ancienne école du village explique la production de pétrole. Un parc abrite une des premières tours d'exploration.
Une architecture rare distingue la nef de l'église évangélique Saint-Laurent, une église-halle sans ailes, construite en 1843 par Ludwig Hellner (de) et réhabilitée d'éléments contemporains de 1955 à 1957 sur les plans de l'architecte Rüdiger Hachtmann.
L'église catholique Sainte-Marie est construite en 1961 et appartient à la paroisse Saint-Louis de Celle.

## Vie associative
La communauté dispose d'un complexe sportif. Il y a une piscine en ville et à Papehosrt. Le club local de natation SV Nienhagen a donné une formation à de futures championnes de natation.

## Personnalités liées à la commune
- Svenja Schlicht et Bettina Papenburg (de), championnes de natation, sont passées par le SV Nienhagen.

## Jumelages
- Seneley Green (Royaume-Uni), village près de St Helens (Merseyside), depuis 1982.
- Nienhagen,  Mecklembourg-Poméranie-Occidentale depuis 1991.
- Nienhagen, quartier de Schwanebeck,  Saxe-Anhalt depuis 1994
- Zistersdorf (Autriche) depuis 2007

## Source, notes et références
- (de) Cet article est partiellement ou en totalité issu de l’article de Wikipédia en allemand intitulé « Nienhagen (Landkreis Celle) » (voir la liste des auteurs).